# 小行星3449
小行星3449是由美国天文学家埃莉诺·赫琳和舒尔特·巴斯1978年11月7日在帕洛马山天文台发现的主带小行星。小行星以著名天文学家乔治·阿贝尔命名。